# Apple Communication Slot

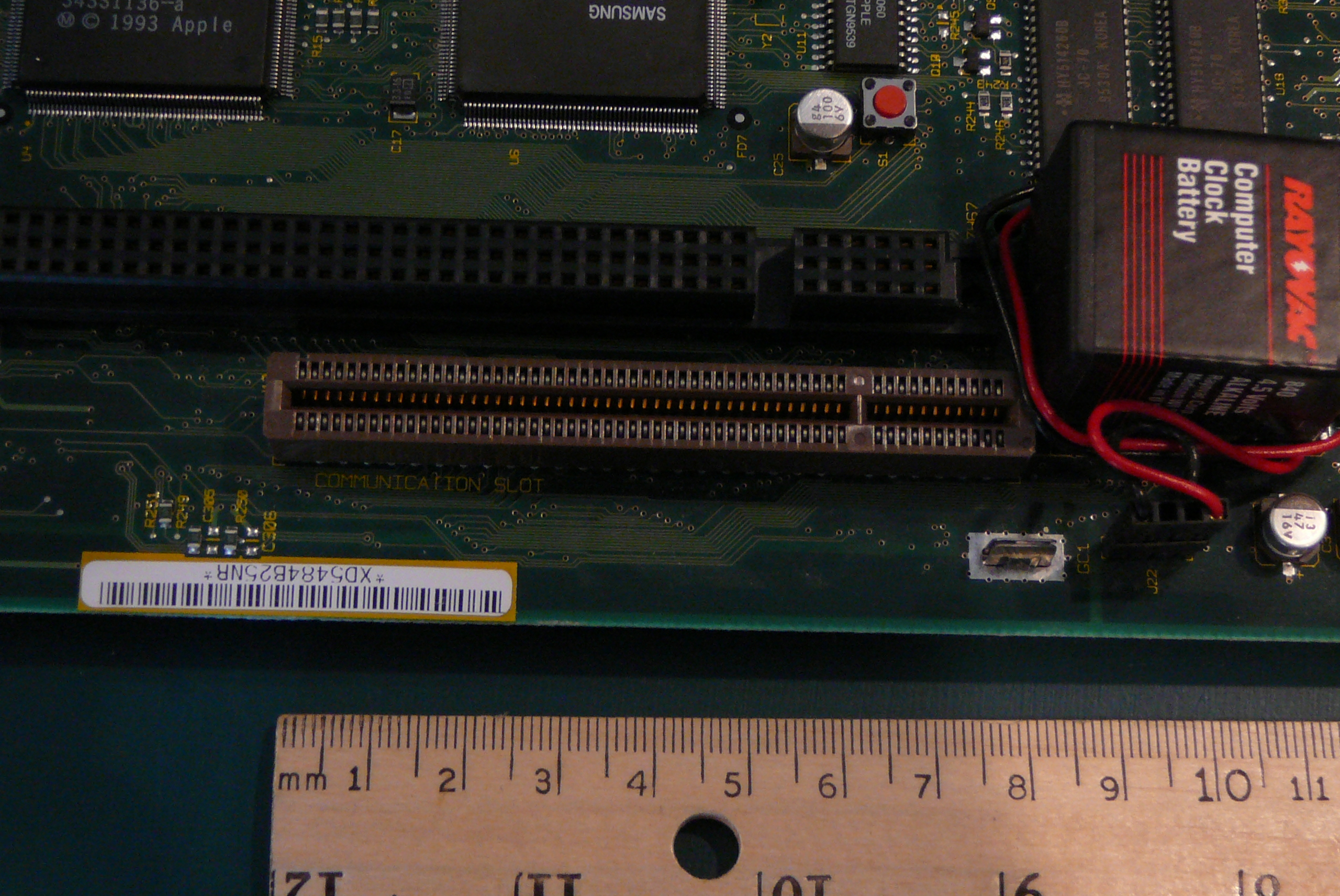
Apple Communication Slot in een Performa 6220CD

Het Apple Communication Slot, of Comm Slot, is een interne uitbreidingssleuf die van begin tot midden jaren negentig in Apple Macintosh-computers werd gebruikt. Het is ontworpen als een goedkope manier om communicatie-kaarten zoals netwerkadapters of modems toe te voegen aan Macs en Power Macs.

## Ontwerp
Het Comm Slot bestaat in twee vormen. De originele standaard werd geïntroduceerd in de Macintosh LC 575 en is te herkennen aan de inkeping aan de achterkant. Deze sleuf is gebaseerd op het Processor Direct Slot van de Macintosh LC. Het Comm Slot II is de nieuwere PCI-gebaseerde standaard die voor het eerst werd gebruikt in de Performa 6360. Bij deze nieuwe sleuf werd de inkeping naar de voorkant verplaatst zodat er geen incompatibele kaarten konden ingestoken worden.
Naast de respectieve uitbreidingsbuspennen, hadden deze slots ook audio- en seriële lijnen. De seriële bus werd gedeeld met de externe modempoort. Omdat de stroom- en seriële pinnen tussen de twee types sleuven ongewijzigd bleven, was het mogelijk om een universele modemkaart te ontwerpen die in beide kon werken. Netwerkadapters moesten echter voor het een of het ander worden ontworpen.
Een groot nadeel van beide was dat bij installatie van een modemkaart in het communicatieslot, de seriële modempoort aan de achterkant van de computer werd uitgeschakeld. Verder werd de printerpoort van de Performa 5200 vanwege zijn onconventionele architectuur uitgeschakeld als er een netwerkadapter in het Comm Slot was geïnstalleerd.

## Compatibele computers

### Comm Slot
De volgende 68040- en PowerPC-gebaseerde Macintoshes zijn uitgerust met een Comm Slot:
- Macintosh LC 575-serie
- Macintosh LC 580-serie
- Macintosh LC 630-serie
- Power Macintosh/Performa 5200-serie
- Power Macintosh/Performa 5300-serie
- Power Macintosh/Performa 6200-serie
- Power Macintosh/Performa 6300-serie (behalve de 6360)[5]

### Comm Slot II
Het Comm Slot II werd gebruikt in de 6360 en een aantal daaropvolgende Power Macintosh en Performa-modellen:
- Power Macintosh/Performa 6360
- Power Macintosh/Performa 5400-serie
- Power Macintosh/Performa 5500-serie
- Power Macintosh/Performa 6400-serie
- Power Macintosh/Performa 6500-serie
- Power Macintosh 4400 (die ook als Power Macintosh 7220 werd verkocht)
- Twentieth Anniversary Macintosh
- Umax SuperMac C600 Macintosh-kloon (in Europa aangeboden als de Apus 3000-serie)[5]

## Compatibele kaarten

### Comm Slot

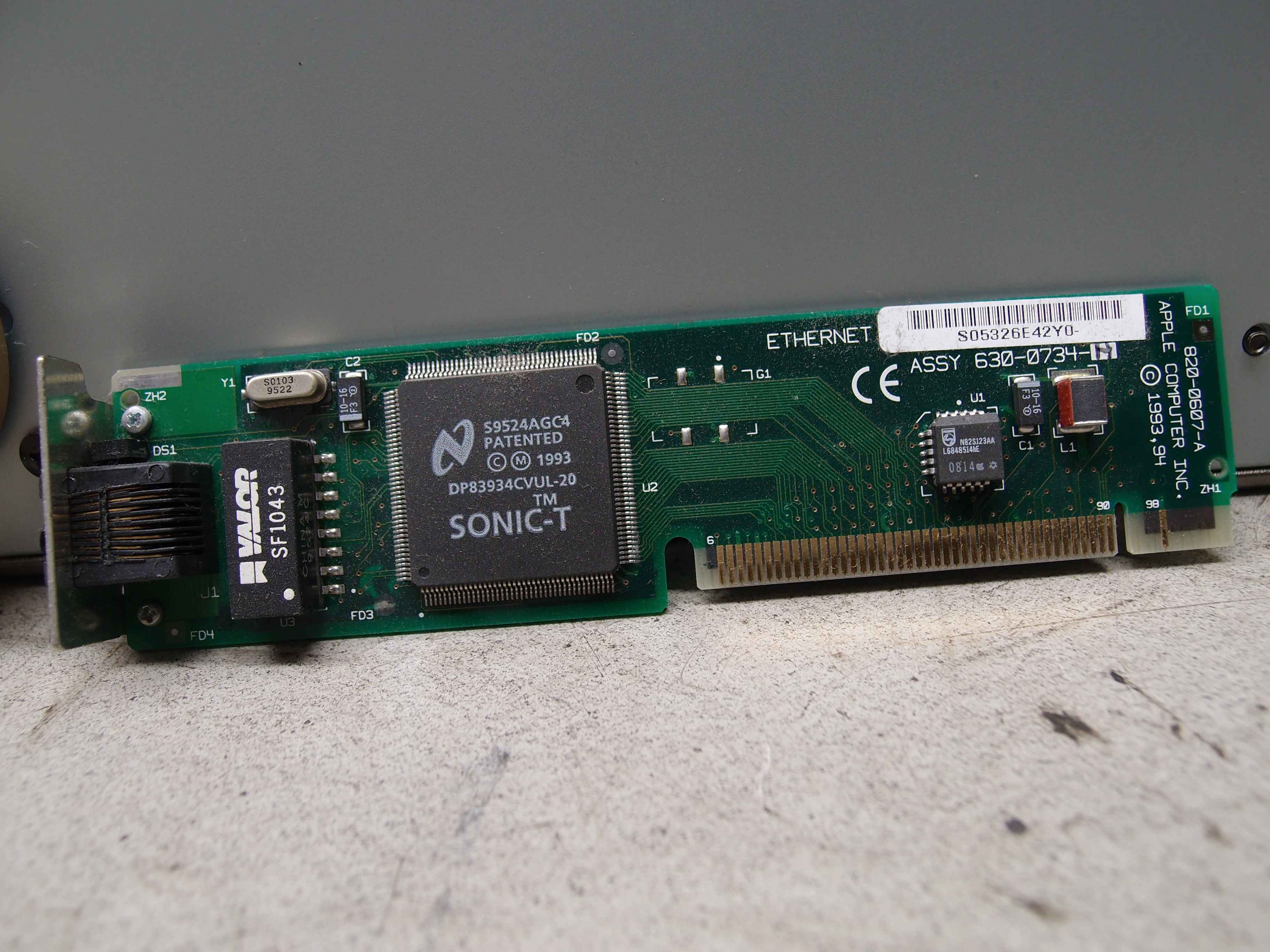
10BASE-T Apple Ethernet CS Twister Pair Card

- 14.4 modem Macintosh Express Fax/Modem
- 10BASE-T Apple Ethernet CS Twisted Pair Card
- 10BASE2 Apple Ethernet CS Thin Coax Card ("dun ethernet")
- AUI Apple Ethernet CS AAUI Card

### Comm Slot II
- 28.8 kbit/s Global Village of Apple GeoPort modem
- 10BASE-T Apple EtherNet CS II Twisted-Pair Card
- 10BASE2 (thin coax) Ethernet Card
- AAUI (Apple standard) Ethernet Card[5]

Ook andere bedrijven boden compatibele kaarten aan.